# Paul Émile Lecoq de Boisbaudran
Paul-Émile Lecoq de Boisbaudran. que es feia anomenar François Lecoq de Boisbaudran, (Conhac, 18 d'abril de 1838 - París, 28 de maig de 1912) va ser un químic francès descobridor dels elements químics gal·li, samari i disprosi i pioner de l'espectroscòpia.

## Biografia
Lecoq de Boisbaudran era descendent de la família Lecoq, els senyors de Boisbaudrant (municipi de Saint-Fraigne). Va fer els seus primers passos en el comerç familiar del vi, però la química el va atraure amb més força.
Va estudiar física i química en l'Escola Politècnica a París. Va ser alumne de Charles Adolphe Würtz. A partir de 1859, va disposar d'un petit laboratori privat a París, on va fer recerca sobre l'aplicació de l'espectroscòpia a les anàlisis químiques. El 7 de març de 1876 va ser nomenat Cavaller de la Legió d'honor i tres anys després, 1879 aconseguí la Medalla Davy. Després entrà a formar part de l'Acadèmia de ciències.

## Obra

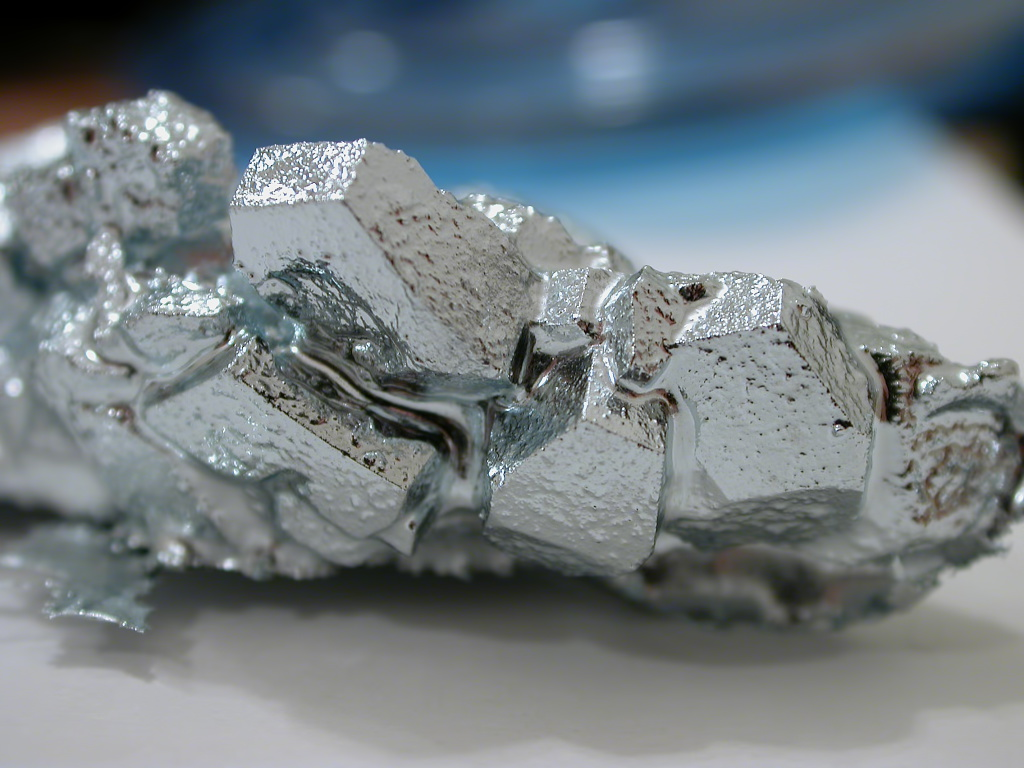
Gal·li cristal·litzat

El 1866, a l'edat dels vint-i-vuit anys, va començar la recerca de nous elements químics. El 1874 va publicar Spectres lumineux, spectres prismatiques, et en longueurs d'ondes destinés aux recherches de chimie minérale, una de les obres que posaren les bases de l'espectroscòpia. El 27 d'agost de 1875, amb l'ajuda d'aquests mètodes, va descobrir els indicis d'un nou element químic en una mena de zinc dels Pirineus. El 1876, un any després, va aconseguir aïllar-lo mitjançant electròlisi. Va anomenar aquest nou element químic gal·li. Oficialment el nom prové del nom que donaven els romans a l'actual França, Gallia, però en el seu temps es va publicar que en realitat derivava del seu llinatge, ja que Lecoq significa «el gall» (le coq) en francès, i en llatí és gallus. Ell ho va desmentir en un article el 1877. En tot cas, el descobriment del gal·li va ser la consagració de la taula periòdica del químic rus Dmitri Mendeléiev, amb la qual havia predit l'any 1871 les propietats físiques i químiques d'un nou element químic que situava sota l'alumini i que Mendeléiev havia anomenat «eka-alumini». El descobriment del gal·li amb les propietats previstes va ser una prova molt contundent de la teoria de Mendeléiev.
El gal·li va ser el primer dels elements químics descoberts per Lecoq. El 1879 va descobrir el samari, un element de la sèrie dels lantanoides, i el 1886 va descobrir un altre lantanoide, el disprosi. També va aïllar el gadolini l'any 1887, que havia descobert Jean-Charles Galissard de Marignac el 1880.
Després del descobriment de l'argó per Lord Rayleigh i Sir William Ramsay, Lecoq va proposar l'existència d'un nou grup o família d'elements a la taula periòdica, el grup dels gasos nobles.
Paul Lecoq de Boisbaudran va establir un negoci de vi amb èxit a Conhac, beneficiant-se del treball dur de tota la família, inclòs el jove Paul-Émile[qui és aquest Paul-Émile?].